# Rota

Značka pro pěchotní rotu v mapové symbolice NATO

Rota (původní český název setnina, zastaralý germanismus kompanie) je vojenský útvar, který se skládá ze 75–200 vojáků. Většina rot je tvořena 3 až 5 četami, avšak skutečný počet se může lišit podle státu, typu jednotky a struktury. Odpovídá starší setnině (centurii) římské armády. Několik rot může být seskupeno – tvoří pak vyšší vojenskou jednotku prapor, případně pluk. Velitelem roty je většinou kapitán, nebo major.
Vyšším útvarem je prapor (zastarale batalion), který má 300 - 1500 mužů a kolem 5 rot..